# Các nhà thờ Hòa bình
Các nhà thờ Hòa bình (tiếng Ba Lan: Kościół Pokoju, tiếng Đức: Friedenskirche) tại Jawor (Jauer) và Świdnica (Schweidnitz), vùng Silesia, Ba Lan được đặt tên theo Hòa ước Westphalia năm 1648, cho phép các tín hữu đạo Tin Lành (Luther) được xây dựng ba nhà thờ Tin Lành trên phần đất Công giáo Roma trong vùng Silesia. Các nhà thờ hòa bình Silesia là các cơ sở Tin Lành quan trọng nhất trong suốt thời đế chế Habsburg. Nhà thờ thứ ba được xây dựng tại thị trấn Głogów lúc đó là Glogau của Đức đã bị thiêu rụi vào năm 1758. Từ năm 2001, hai nhà thờ lớn nhất còn lại đã được UNESCO đưa vào danh sách di sản thế giới.

## Lịch sử
Sau Hòa ước Westphalia, và với sự can thiệp của chính phủ Thụy Điển, Hoàng đế La Mã Thần thánh Ferdinand III thuộc Gia tộc Habsburg đã cho phép xây dựng các nhà thờ Tin Lành ở khu bên ngoài tường thành, nhưng đặt thêm điều kiện là không được xây bằng đá, không có tháp chuông cũng như chuông và thời gian xây dựng được giới hạn trong vòng 1 năm.
Bị gò bó bởi các điều kiện chính trị và vật chất, nhưng 3 nhà thờ tại Jawor, Głogów và Świdnica đã trở thành các công trình kiến trúc tôn giáo có khung sườn và cột bằng gỗ xen tường xây lớn nhất châu Âu. Bằng các giải pháp kiến trúc và cấu tạo bằng gỗ tiên phong, trước đây chưa hề có, các nhà thờ có các cột cùng khung sườn bằng gỗ, tường bằng đất sét trộn với rơm rạ. Sau khi ký Công ước Altranstädt năm 1707, các nhà thờ này mới có thêm tháp chuông.
Nhà thờ ở Jawor, có kích thước dài 43,5 m, rộng 14 m và cao 15,7 m, chứa được 5.500 người, được xây dựng bởi kiến trúc sư người Breslau (Wroclaw) là Albrecht von Saebisch (1610–1688). Việc xây dựng được hoàn thành năm 1655, trong vòng 1 năm. 200 bức tranh bên trong do Georg Flegel vẽ từ năm 1671–1681. Bàn thờ được làm năm 1672 bởi Martin Schneider, đàn organ nguyên thủy do J. Hoferichter quê ở Legnica (Liegnitz) làm năm 1664 và được thay thế năm 1855–1856 bởi Adolf Alexander Lummert.
Vào thời đó, thành phố này đã thuộc về Vương quốc Phổ của đạo Tin Lành trên 100 năm. Tới năm 1945, do kết quả thất trận của Đức quốc xã trong thế chiến thứ hai, khu vực này thuộc về Ba Lan theo Hiệp ước Postdam.
Ngôi nhà thờ tương tự, được dựng lên tại Głogów (Glogau) đã bị cháy rụi năm 1758, nhưng ngôi nhà thờ tại Świdnica (xây dựng năm 1657, chứa được 7500 người), vẫn tồn tại cũng như nhà thờ tại Jawor. Cả hai nhà thờ này đã được trùng tu với sự cộng tác giữa Ba Lan và Đức, và được UNESCO công nhận là di sản thế giới năm 2001.

## Hình ảnh

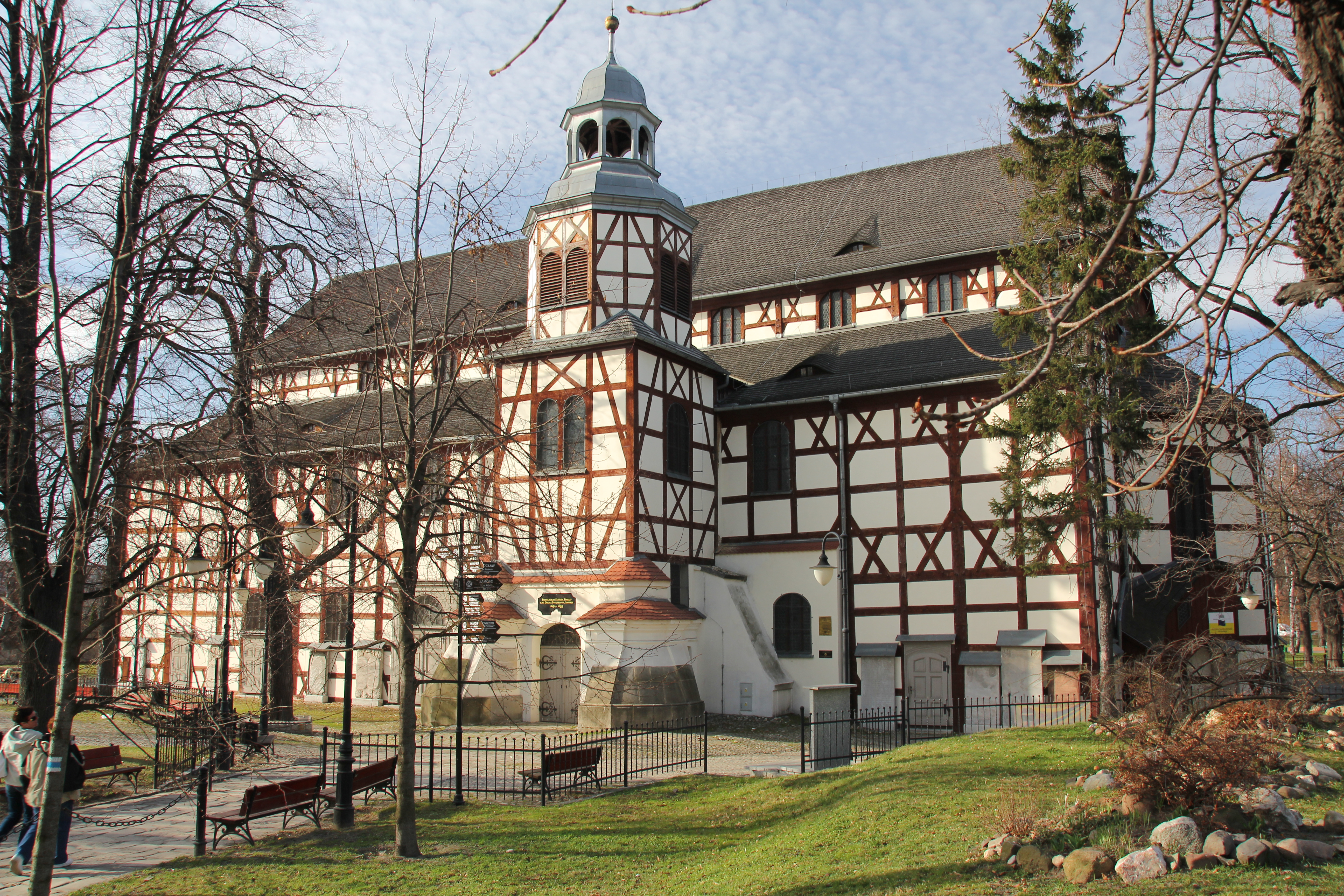
Nhà thờ Hòa bình tại Jawor
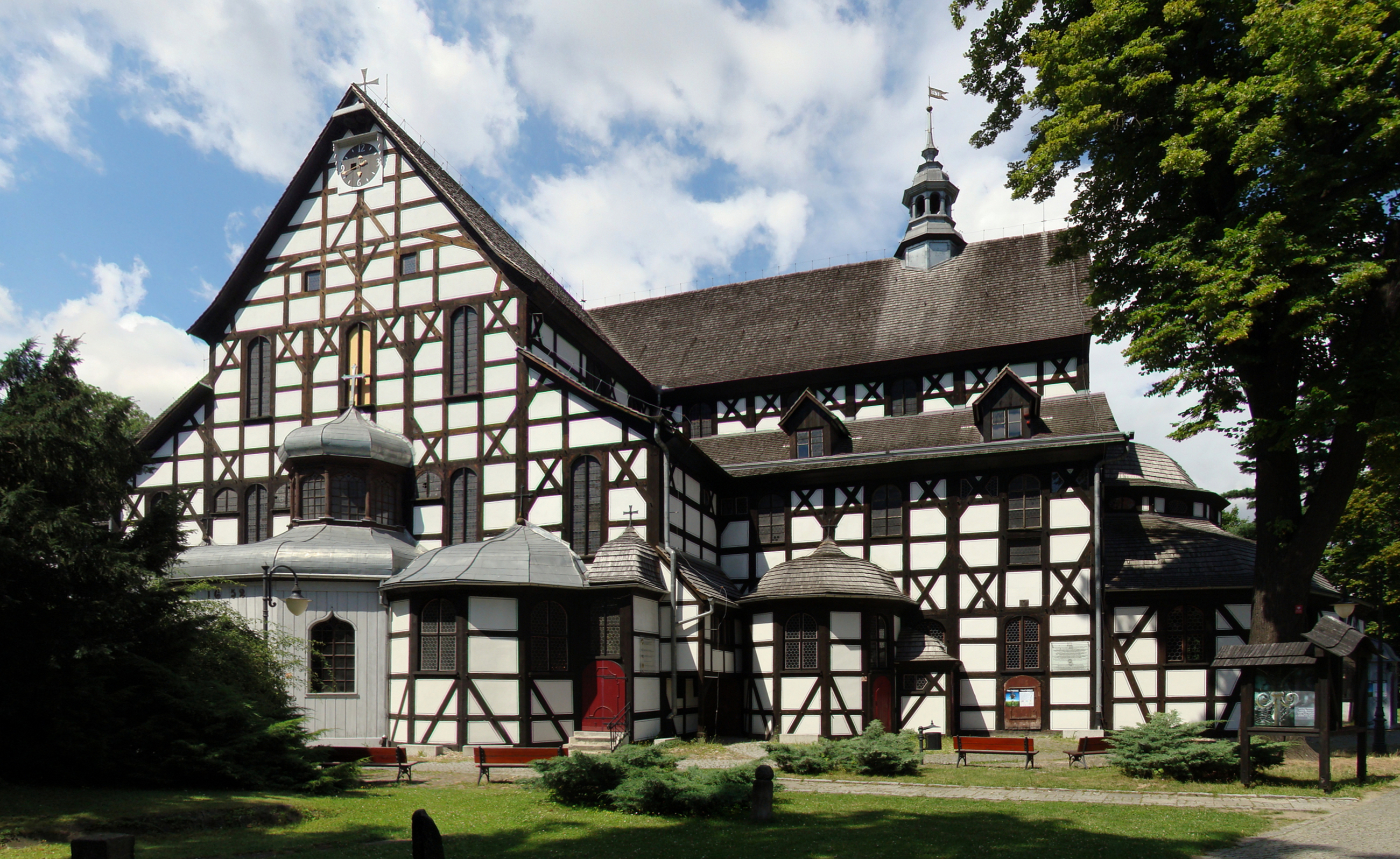
Nhà thờ Hòa bình tại Świdnica
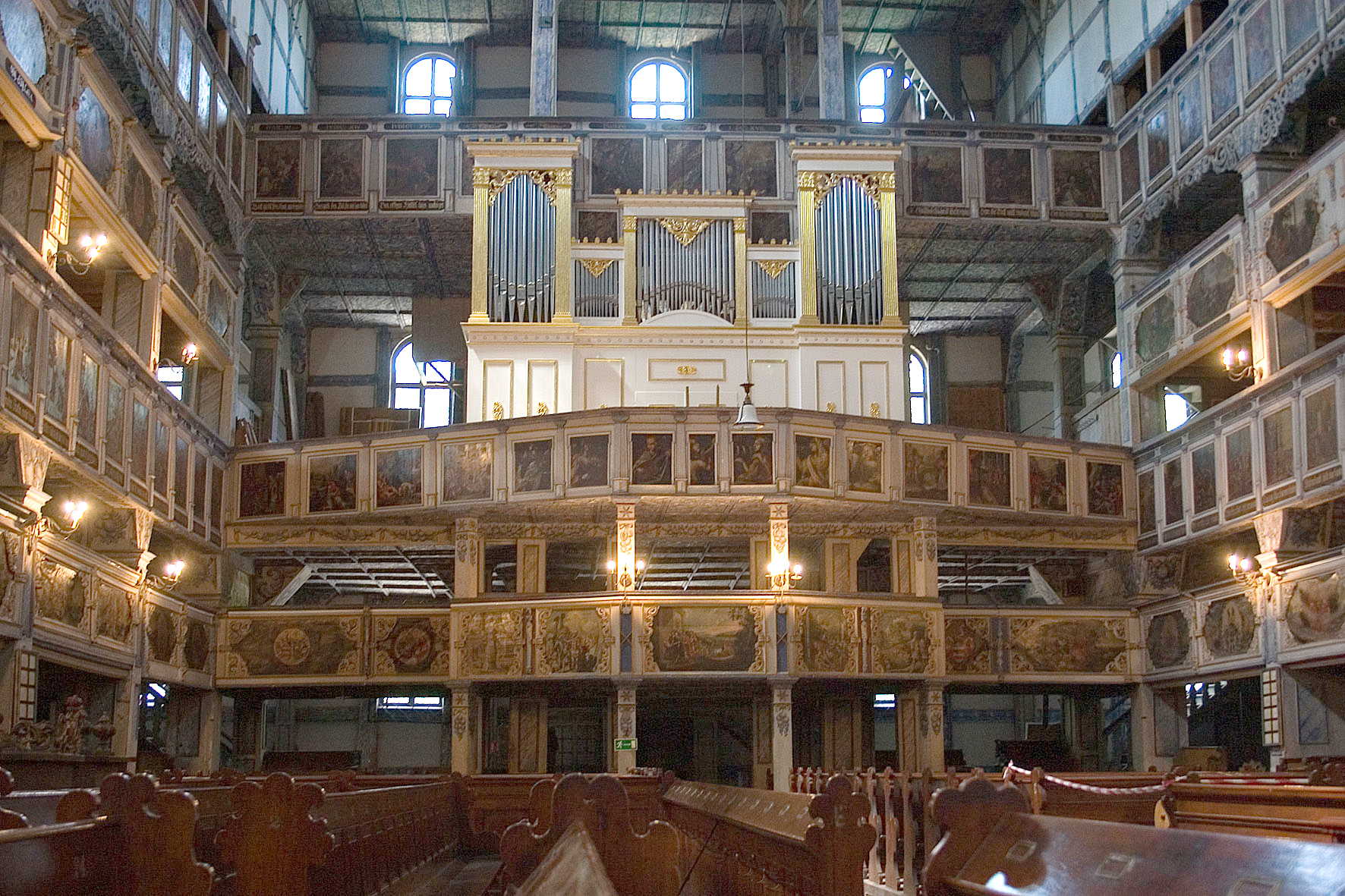
Đàn organ tại Jawor
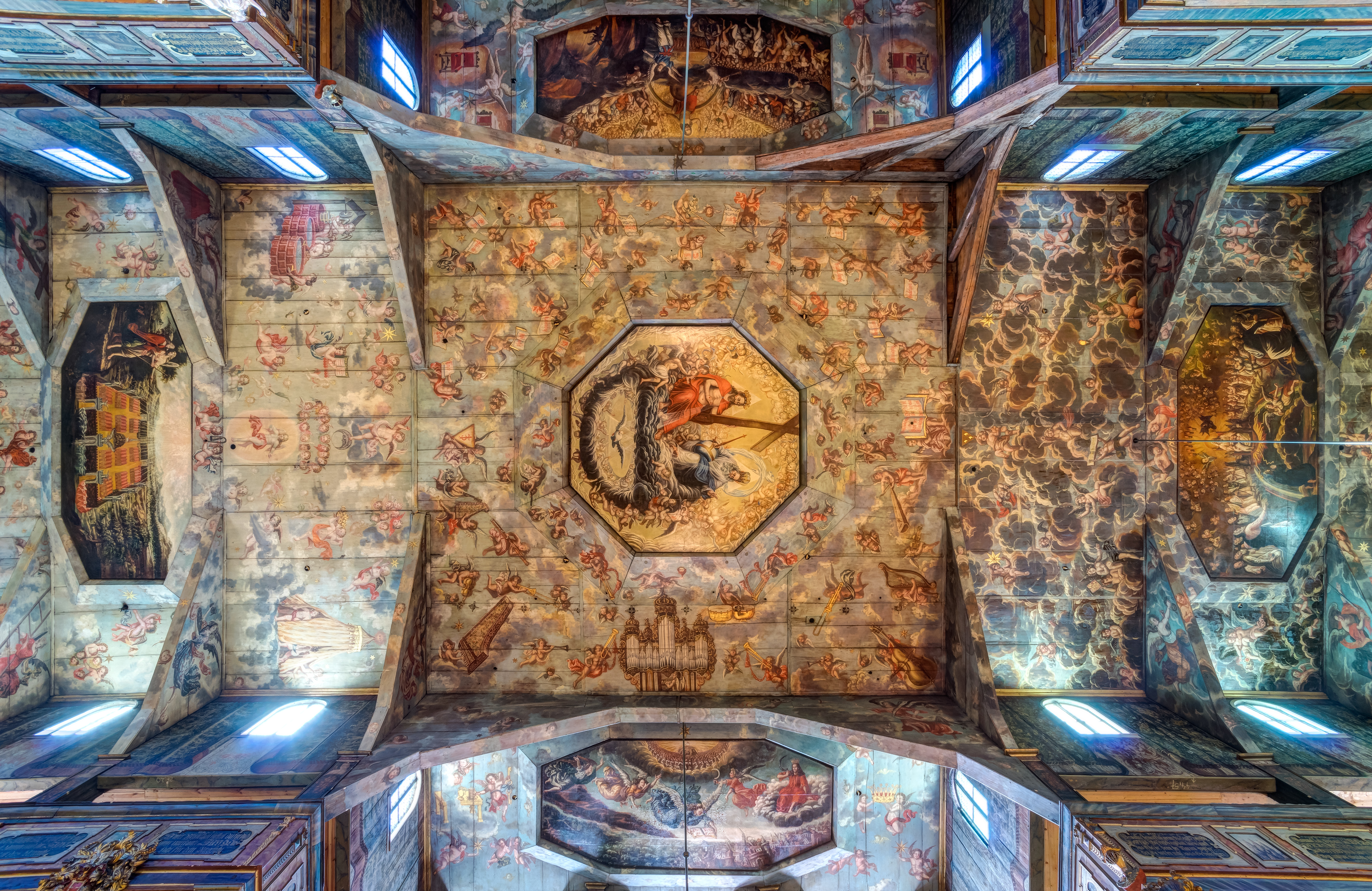
Świdnica